# マックスバリュ長野

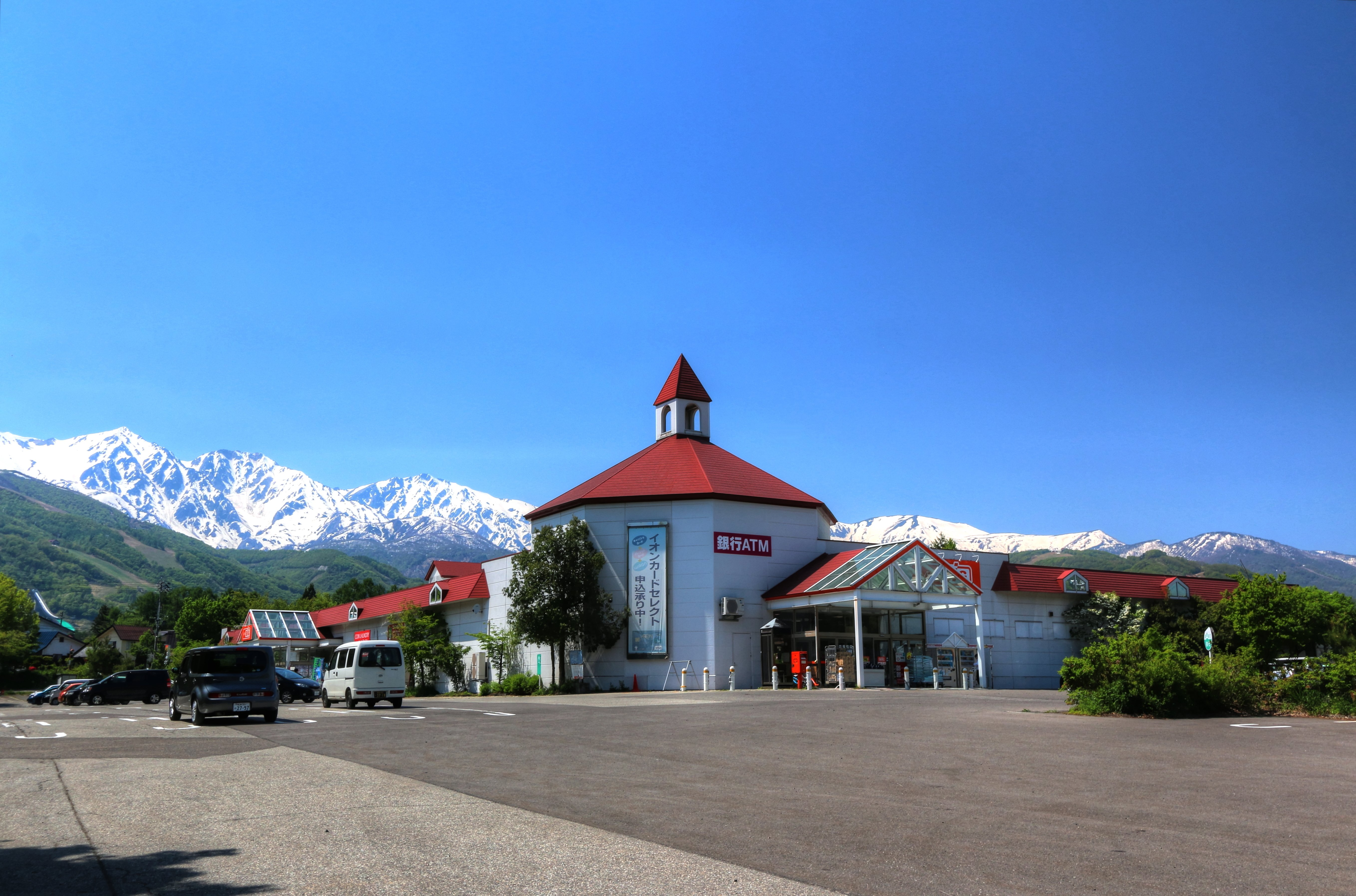
店舗の例。(白馬店)

マックスバリュ長野株式会社（マックスバリュながの、MaxValu Nagano Co.,Ltd.）は長野県でイオングループのスーパーマーケットを展開していた企業である。本社は長野県松本市双葉に置かれていた。2021年6月1日、イオンビッグに合併し消滅した。

## 概要
2010年2月20日まで長野県でマックスバリュとジャスコを展開していたイオンリテールが総合小売業（GMS）に特化することに伴い、事業を再編し長野におけるスーパーマーケット事業を地域密着での展開を目指して、翌2月21日「マックスバリュ長野」に分社化した。
同年6月にはジャスコからの業態転換によりディスカウントストアのザ・ビッグの運営を開始しており、さらに2011年8月にイオンリテールがDS事業本部を吸収分割によりイオンビッグへ継承する際、メガマート信州池田店を当社へ継承された為、当社のディスカウントストアはザ・ビッグとメガマートの2ブランド体制となったが、翌2012年2月末にメガマート信州池田店が隣接のマックスバリュ信州池田店と共に閉店し、同年3月9日にザ・ビッグ信州池田店としてリニューアルオープンされた為に当社のディスカウントストアはザ・ビッグのみとなった。
2014年10月に白馬店がマックスバリュからザ・ビッグに業態転換したことで、当社運営店舗の全てがディスカウントストア業態のザ・ビッグとなった。
なお、かつてイオングループ内には「信州ジャスコ」という会社が存在したが後にイオン本体に統合された。当社との直接の関連性はない。

## 歴代社長
| 代 | 氏名     | 期間                   | 旧職                                                                     | 新職                                  |
| -- | -------- | ---------------------- | ------------------------------------------------------------------------ | ------------------------------------- |
| 1  | 石田伸二 | 2009年12月 - 2013年3月 | イオンリテール マックスバリュ事業本部長野事業部長                        | シミズ薬品 代表取締役社長             |
| 2  | 増田正良 | 2013年4月 - 2016年10月 | イオンリテール 住居余暇商品企画本部副本部長 兼ホームファッション商品部長 | イオンビッグマレーシア 代表取締役社長 |
| 3  | 笹田直弘 | 2016年10月 - 2021年5月 | マックスバリュ長野 取締役                                                |                                       |

## 沿革
- 2010年（平成22年）
  - 2月21日 - 長野県内のマックスバリュ及びジャスコ4店舗をイオンリテールから継承し発足。
  - 6月12日 - ジャスコ新大町店をザ・ビッグ信濃大町店に転換（当社運営の「ザ・ビッグ」1号店）。
  - 9月18日 - ジャスコ穂高店をザ・ビッグ穂高店に転換。
  - 12月11日 - ジャスコ三郷店をザ・ビッグ三郷店に転換。
- 2011年（平成23年）
  - 3月1日 - ジャスコ新白馬店をマックスバリュ白馬店に転換[2]。
  - 5月14日 - マックスバリュ松本村井店をザ・ビッグ松本村井店に転換[3]。
  - 7月9日 - マックスバリュ茅野店およびメガマート茅野店をザ・ビッグ茅野店に転換[4]。
  - 8月21日 - イオンリテールからメガマート信州池田店を吸収分割により承継[5]。
  - 9月16日 - マックスバリュしおだ野店及びメガマートしおだ野店をザ・ビッグしおだ野店に転換[6]。
- 2012年（平成24年）
  - 3月9日 - マックスバリュ信州池田店及びメガマート信州池田店をザ・ビッグ信州池田店に転換[7]。
  - 6月9日 - マックスバリュ長野東店をザ・ビッグ長野東店に転換[8]。
- 2013年（平成25年）
  - 4月12日 - 当社運営の「ザ・ビッグ」では初の新規店舗となるザ・ビッグ佐久インターウェーブ店を開店[9]。
  - 7月10日 - ザ・ビッグ上田中央店を開店[10]。
  - 10月19日 - マックスバリュ山形店をザ・ビッグ山形店に転換[11]。
- 2014年（平成26年）
  - 3月7日 - ジャスコ長野店跡地に誕生したイオンタウン長野三輪の核店舗として、ザ・ビッグ長野三輪店をオープン[12]。
  - 5月17日 - ザ・ビッグ塩尻広丘店をオープン[13]。
  - 10月4日 - マックスバリュ白馬店をザ・ビッグ白馬店に転換[14]。これにより、当社の運営店舗が「ザ・ビッグ」のみとなる。
- 2015年（平成27年）
  - 4月1日 - ザ・ビッグ白馬店とザ・ビッグ上田中央店の2店舗においてレジ袋の無料配布を中止（同時にレジ袋辞退者を対象とした値引きサービスも終了）[15]。
  - 9月1日 - レジ袋無料配布中止店舗を当社運営の「ザ・ビッグ」全店舗に拡大[16]。
- 2017年（平成30年）6月10日 - ザ・ビッグ北中込店をオープン[17]。
- 2021年（令和3年）6月1日 - イオンビッグ株式会社と合併して法人格消滅[18]。

## 法人消滅前に営業を終了した業態
当社では以下の業態の店舗も運営していたものの、上述の通り、法人消滅までに「ザ・ビッグ」に転換されていた。
- ジャスコ
- マックスバリュ
- メガマート